# Sound Off (film)
Sound Off è un film del 1952 diretto da Richard Quine.
È una commedia statunitense con Mickey Rooney, Anne James e Sammy White.

## Produzione
Il film, diretto da Richard Quine su una sceneggiatura di Blake Edwards e dello stesso Quine, fu prodotto da Jonie Taps per la Columbia Pictures e girato dal 9 al 28 agosto 1951.

## Distribuzione
Il film fu distribuito negli Stati Uniti nel maggio 1952 al cinema dalla Columbia Pictures.
Altre distribuzioni:
- in Danimarca il 4 agosto 1952
- in Finlandia il 27 febbraio 1953 (Monnit maahan)
- in Portogallo il 15 aprile 1954 (Às Ordens meu Tenente)
- in Brasile (Recruta Enamorado)
- in Danimarca (Hærens sorte får)
- in Grecia (Kontos, makrys kai Sia)